# Herbert Fenn
Herbert Fenn (* 8. Februar 1935 in Offenbach am Main; † 30. September 2001 in Barcelona) war ein deutscher Rechtswissenschaftler, Tänzer und Sportfunktionär.
Fenn studierte Rechtswissenschaften in Frankfurt am Main. Nach beiden juristischen Staatsexamina schlug er die Laufbahn des Hochschullehrers ein und habilitierte sich 1970 mit einer Arbeit über die Mitarbeit in Diensten Familienangehöriger. 1971 wurde er an die Universität Bonn berufen, wo er bis zu seinem Tod den Lehrstuhl für Bürgerliches Recht, Arbeitsrecht und Zivilprozessrecht innehatte. Zuletzt lag sein wissenschaftlicher Schwerpunkt im Sportrecht.
In den späten 1960er Jahren war Fenn außerdem aktiver Sporttänzer, der an internationalen Meisterschaften teilnahm. Nach seiner aktiven Zeit war er ehrenamtlich als Wertungsrichter und Tanzsportfunktionär tätig. Von 1992 bis 1998 war er Präsident des Deutschen Tanzsportverbands (DTV). Anschließend war er ein Jahr Mitglied in der Anti-Doping-Kommission beim Deutschen Sportbund (DSB), einer Vorgängerorganisation der Nationalen Anti-Doping Agentur Deutschland (NADA). Von 2000 bis zu seinem Tod übte er das Amt des Generalsekretärs des internationalen Tanzsportverbands International Dance Sport Federation (IDSF) aus, heutzutage World DanceSport Federation (WDSF).